# Markus Wargh
Markus Johannes Wargh, född 16 april 1969 i Jakobstad, är en finländsk organist.

## Biografi
Markus Wargh studerade orgelspel och improvisation vid Sibelius-Akademin och gick ut med diplom 1991 som den tredje någonsin med högsta möjliga betyg. Han studerade sedan vid Musikhögskolan i Piteå för Hans-Ola Ericsson och tog examen där 1995, och undervisade sedan i orgelspel och improvisation fram till 2001. Han är sedan 2001 domkyrkoorganist i Luleå domkyrka.